# SN 2012S
SN 2012S – supernowa typu II P, odkryta 26 stycznia 2012 roku w galaktyce A014947+3144. W momencie odkrycia, miała maksymalną jasność 17,2m.